# Operació Skorpion
Unternehmen Skorpion (alemay Operació escorpí) va ser una operació militar durant la campanya del Desert Occidental de la Segona Guerra Mundial. Del 26 al 27 de maig de 1941, l'operació va ser conduïda per les forces de l'Eix sota el comandament del coronel Maximilian von Herff i les forces britàniques sota el tinent general William "Strafer" Gott. Es va fer un contraatac a les posicions britàniques al Pas d'Halfaya al nord-oest d'Egipte, que havia estat capturat durant l'Operació Brevity (15-16 de maig). Unternehmen Skorpion va ser la segona operació ofensiva comandada per Rommel a l'Àfrica (a part del setge de Tobruk).
Skorpion va empènyer els britànics fora del Pas de Halfaya i els va obligar a retirar-se a la zona de Buq Buq a Sofafi a Egipte. Els alemanys i italians van fortificar el pas i van construir altres punts forts cap a Sidi Azeiz com a zones per emboscar tancs, preparats per enfrontar-se a un altre atac britànic. Els britànics van continuar amb els preparatius per a l'Operació Battleaxe (15-17 de juny), però va ser un altre fracàs britànic el que va provocar l'acomiadament del general Sir Archibald Wavell, comandant en cap de l'Orient Mitjà i altres oficials superiors.

## Antecedents

### Unternehmen Sonnenblume
Després de la victòria britànica sobre el 10è Exèrcit italià a l'operació Compass, l'Oberkommando der Wehrmacht (OKW, alt comandament de les forces armades) va iniciar Unternehmen Sonnenblume (Operació Girasol), l'enviament del Deutsches Afrika Korps (DAK, Generalleutnant Erwin Rommel) a Líbia per reforçar les restes del 10è Exèrcit. Rommel va atacar immediatament, empenyent els britànics des de Cirenaica i travessant la frontera egípcia, excepte el port de Tobruk, on va començar un setge de nou mesos. El 8 d'abril, les unitats alemanyes avançades havien arribat a Derna a l'est del Jàbal al-Akhdar, però algunes unitats s'havien quedat sense aigua i combustible a Tengeder. Una columna d'unitats de reconeixement, antitanc, metralladores i artilleria va ser enviada al davant per bloquejar la sortida est de Tobruk i el 10 d'abril, Rommel va convertir el Canal de Suez en l'objectiu del DAK. S'havia d'evitar una evasió de Tobruk i l'endemà es va asetjar el port; La Unitat de Reconeixement 3 va anar a Bardia i es va enviar una força composta a Sollum, a uns 15 km a Egipte, per intentar arribar a Mersa Matruh. La improvisada Força Mòbil (brigadier William Gott) va dur a terme una acció retardadora contra l'Eix a la frontera al voltant de Sollum i Fort Capuzzo i des del Pas d'Halfaya cap a l'est fins a Sidi Barrani. La primera ofensiva italo-alemanya havia estat un èxit operatiu, però les limitacions de subministrament van fer impossible avançar més enllà de la frontera egípcia. Les forces de l'Eix es van distreure amb el setge de Tobruk, mentre que els britànics van començar a reconstruir les seves forces a Egipte.

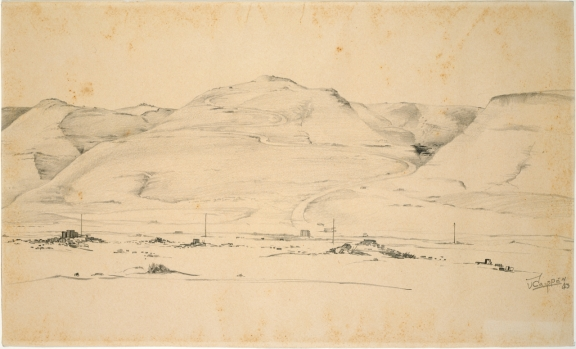
El pas d'Halfaya

### Pas d'Halfaya
El desert occidental té uns 390 quilòmetres d'amplada, des de Mersa Matruh a Egipte fins a Gazala a la costa líbia. El mar de sorra, 240 km terra endins al sud, marca el límit del desert, que és més ample a Giarabub i l'Oasi de Siwa. Durant la guerra, pels britànics, el desert occidental va arribar a incloure la Cirenaica oriental a Líbia. Des de la costa, s'estén terra endins una plana elevada de desert pedregós a uns 150 m sobre el nivell del mar, de 120 a 190 200 a 300 km d'ample, amb el mar de sorra més enllà. Cap a l'oest des de Sofafi a Egipte, hi ha pocs llocs on l'escarpa es pugui travessar de nord a sud amb vehicles amb rodes o eruga. La Litoranea Balbo (Via Balbia) era l'única carretera asfaltada. Escorpins, escurçons i mosques poblen la regió, que està habitada per un petit nombre de nòmades beduïns. El pas d' Halfaya és un buit a l'escarpa prop de Sollum, a un 1 km terra endins. A l'operació Brevity, les forces britàniques van atacar a través del pas d'Halfaya, contra el flanc desèrtic de les forces de l'Eix. L'atac tenia la intenció d'arribar a Sidi Azeiz, més enllà de Fort Capuzzo a Líbia i destruir totes les forces de l'Eix trobades durant l'avanç. L'atac va ser rebutjat excepte al pas, que va ser capturat pel 2n Batalló de Guàrdies Escoceses i després protegit pel 3r Batalló de Guàrdies Coldstream, un esquadró de tancs d'infanteria del 4t Regiment Reial de Tancs (4RTR), canons de campanya, antitanc i antiaeris, amb el 7è Grup de Suport de la 7a Divisió Blindada al flanc sud.

## Preludi

Mapa de l'àrea on es va lluitar durant les operacions Brevity, Skorpion i Battleaxe

### Operació Brevity
L'operació Brevity (15-16 de maig) va ser una ofensiva britànica limitada, planificada com un cop ràpid contra les febles forces de primera línia de l'Eix al voltant de Sollum, Fort Capuzzo i Bardia a la frontera entre Líbia i Egipte. La guarnició del port de Tobruk, 161 km a l'oest, havia resistit els atacs de l'Eix i les seves tropes australianes i britàniques van posar en perill la línia de subministrament de l'Eix des de Trípoli, la qual cosa va portar Rommel a donar prioritat al setge, deixant la línia del front poc controlada. Els objectius britànics eren capturar terreny des del qual començar una ofensiva cap a Tobruk i infligir pèrdues a les forces alemanyes i italianes. El 15 de maig, Gott va atacar amb una força mixta d'infanteria i blindats en tres columnes.
El pas d'Halfaya va ser pres contra una decidida oposició italiana i a Líbia, els britànics van capturar Fort Capuzzo, però els contraatacs alemanys van recuperar el fort durant la tarda, causant moltes baixes entre els defensors. L'operació havia començat bé i havia despistat els comandants de l'Eix, però la majoria dels seus primers guanys es van perdre per contraatacs i amb els reforços alemanys que arribaven de Tobruk, l'operació va ser cancel·lada. Gott es va preocupar que les seves forces corrèssin el risc de ser atrapades a camp obert pels tancs alemanys i va dur a terme una retirada gradual cap al pas d'Halfaya el 16 de maig.

### Pla alemany
Unternehmen Skorpion tenia la intenció de recuperar el pas d'Halfaya mitjançant una demostració en un front ample, fent pressió als britànics perquè es retiressin. A la frontera, Kampfgruppe von Herff (Oberst Maximilian von Herff), incloïa el 8è Regiment Panzer i tropes del 15è Regiment d'Infanteria Motoritzada, el Batalló de Reconeixement 33 i un batalló del Regiment de Fusilellers 104. El regiment Panzer tenia 160 tancs però no tenia prou combustible i només 70 panzers van ser utilitzats en l'atac. El Kampfgruppe es va dividir en Gruppe Wechmar a la dreta, amb gran part de l'artilleria que havia de fer un moviment de flanqueig a la dreta cap a Deir el Hamra. Al centre, el Gruppe Cramer amb la majoria dels tancs, havia d'avançar sobre Sidi Suleiman al sud-oest del pas i al flanc esquerre (litoral), el Gruppe Bach havia d'avançar prop de l'escarpa contra les posicions d'infanteria britànica on els tancs anaven malament. El Gruppe Knabe es va mantenir en reserva i si els britànics es mantenien en la posició, el Gruppe Wechmar i el Gruppe Cramer s'havien de concentrar abans d'atacar.

## Batalla
Durant la nit del 26 de maig, el Kampfgruppe von Herff es va reunir a la costa als peus del pas d'Halfaya. El kampfgruppe va atacar l'endemà al matí, amb la intenció d'enganyar els britànics perquè es retiressin de l'altiplà per sobre de l'escarpa. Un batalló de panzers a l'oest de Fort Capuzzo va maniobrar com a esquer, per donar als britànics la impressió que un moviment de flanqueig estava en marxa al flanc del desert.Només el Gruppe Bach va trobar oposició i a la tarda, Herff va ordenar als tancs del Gruppe Cramer que es moguessin cap al nord per derrotar els britànics a Halfaya. El moviment va tenir lloc durant la nit i a la matinada del 27 de maig, el Gruppe Knabe va atacar el cap del pas, el Gruppe Bach va atacar el peu i els panzers van aparèixer a la part superior de l'escarpa i van bombardejar la plana costanera. El comandant dels nou tancs del 4t RTR a Halfaya va ordenar un avanç per enfrontar-se als tancs alemanys i durant el matí, Gott va autoritzar una retirada. Moubray va aconseguir extreure el batalló, encara que alguns Guàrdies van ser capturats al fons del pas pel Gruppe Bach. No hi havia forces britàniques prou a prop per reforçar i el pas va ser reocupat per tropes de l'Eix.

## Conseqüències

### Anàlisi
Les victòries de l'Eix durant l'Operació Brevity i Unternehmen Skorpion van ser conseqüència de la superioritat tècnica d'alguns equips alemanys, particularment en canons antitanc i comunicacions per ràdio. La intel·ligència alemanya va recollir i explotar ràpidament informació tàcticament útil de senyals de ràdio britàniques i documents capturats. La intel·ligència britànica tenia l'avantatge de desxifrar Enigma, especialment dels senyals de la Luftwaffe, però el temps que es trigava a enviar la informació des d'Anglaterra al Caire i després lliurar-la als comandants de la frontera, la va fer obsoleta, fins i tot quan contenia informació tàctica útil. Rommel va poder reforçar en secret i ràpidament els llocs fronterers des de Tobruk quan va començar l'Operació Brevetat i després va sorprendre a Halfaya Pass el 27 de maig.(La guarnició de Tobruk havia fet dues petites incursions durant l'operació Brevetat, però el comandant no havia estat informat de l'operació fins al 17 de maig.)

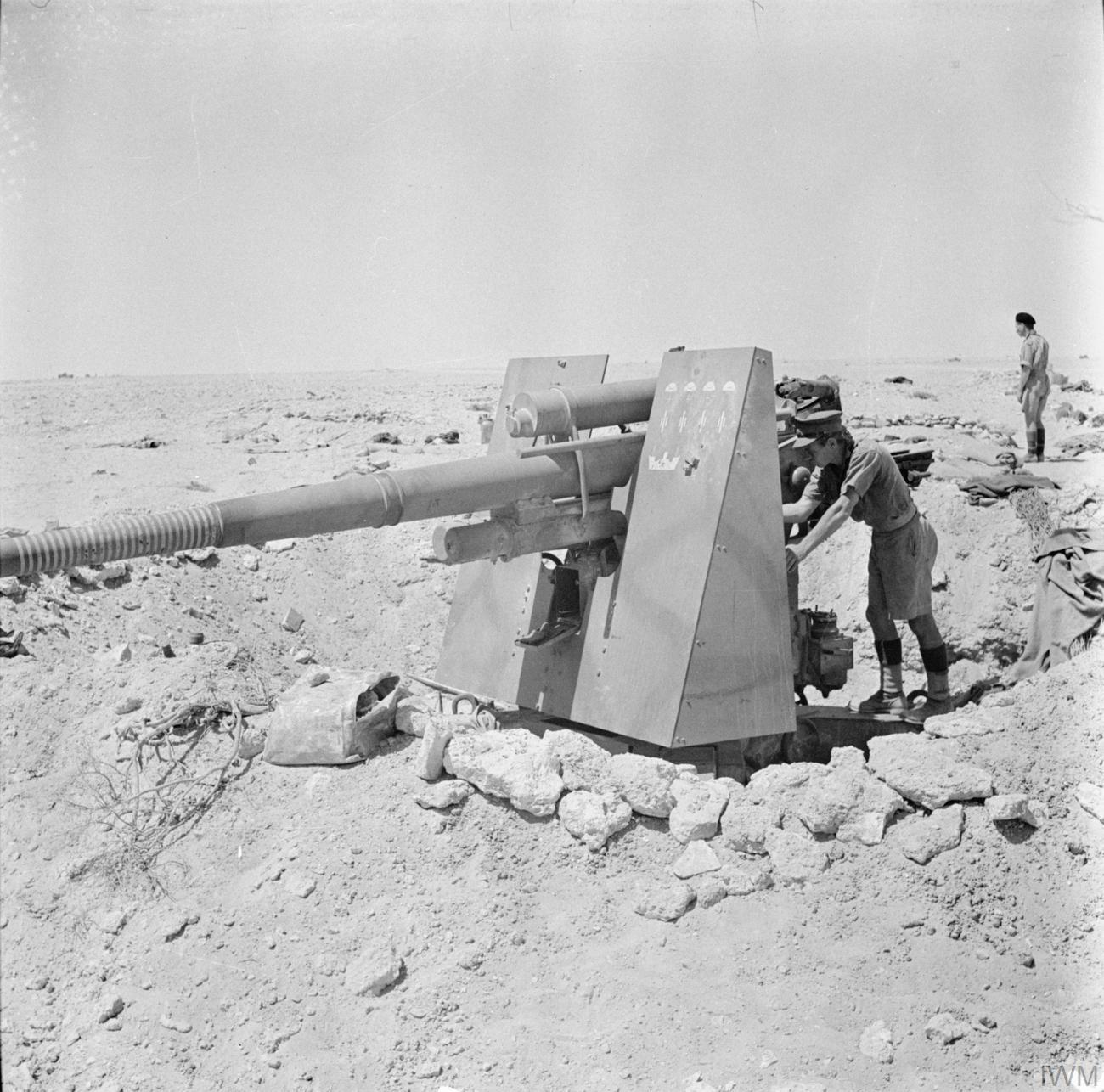
Un 8,8 cm Flak en una posició defensiva similar a les del Pas d'Halfaya

### Preparacions defensives de l'Eix
Després de la recaptura del pas d'Halfaya, les forces de l'Eix van fortificar la línia de Gazala i les línies de setge al voltant de Tobruk a Líbia. La 5a Divisió Lleugera Afrika es va retirar el 8 de juny, per equipar-se a El Adem prop de Tobruk i va ser substituïda a la frontera per la 15a Divisió Panzer (general major Walter Neumann-Silkow), amb tres batallons d'infanteria italians i un regiment d'artilleria de la 102a Divisió Motoritzada Trento en suport a Sollum, Musaid i Capuzzo. Les tropes de l'Eix van construir una línia defensiva just sobre la frontera d'Egipte, basada en el pas de Halfaya, en un arc a través de Qalala i Hafid Ridge a 10 km al sud-oest de Fort Capuzzo fins a Sidi Azeiz. Rommel va adoptar les tàctiques defensives que s'havien utilitzat per derrotar l'atac de l'Eix a Tobruk a Ras el Medauar a finals d'abril.
Es van construir sis punts forts en els quals es van excavar emplaçament pels canons de 88 mm i canons antitanc de 50 mm, camuflats i organitzats per a una defensa integral. Fins i tot amb una força relativament petita a la frontera, les dificultats de subministrament dificultaven l'abastament de les defenses amb aigua, combustible i municions. Hauptmann Wilhelm Bach, el comandant de la unitat antitanc que contenia la majoria dels 13 canons de 88 mm al nord d'Àfrica, va col·locar cinc dels canons de 88 mm i diversos canons antitanc de 50 mm a les noves fortificacions de Halfaya, defensades per un Batalló del 104è Regiment de Fusellers.

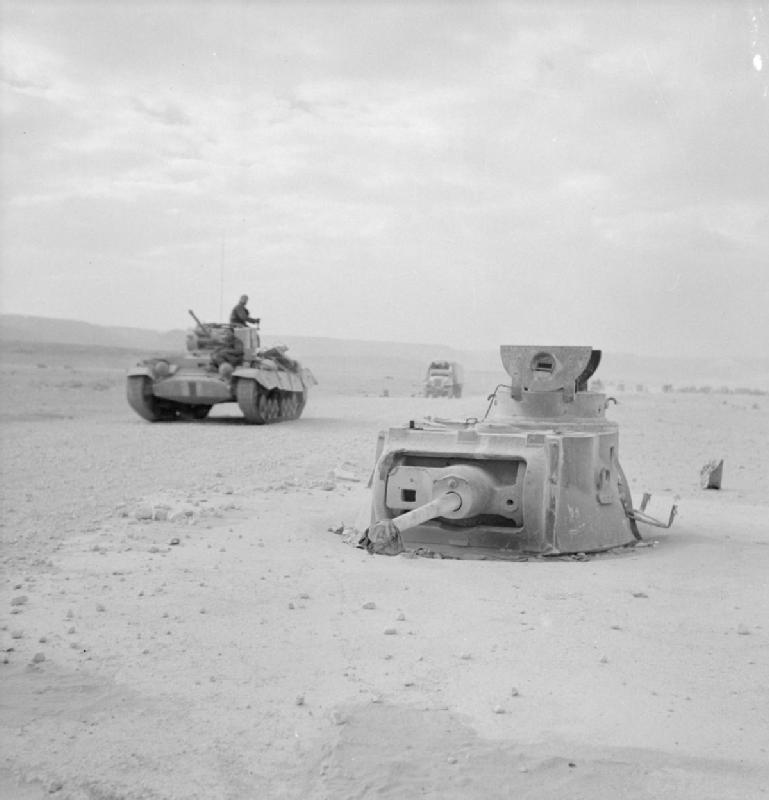
Una torreta de Matilda com a defensa del Pas de Halfaya.

Es van retirar torretes dels tancs Matilda destruïts i es van instal·lar per a completar les fortificacions. El fons del pas es va sembrar amb mines antitanc i antipersonal. Quatre canons de 88 mm van ser emplaçats darrere dels camps de mines a Hafid Ridge i Sidi Azeiz Ridge cobrint la cruïlla de Sidi Azeiz; els últims quatre canons de 88 mm van romandre mòbils amb la 15a Divisió Panzer.
Els britànics van començar a fer els preparatius per a l'Operació Battleaxe, que havia de començar tan bon punt estiguessin preparats els reforços dels tancs del comboi Tiger, que havia arribat a Alexandria des de Gran Bretanya el 12 de maig.